# Brancheorganisatie
Een brancheorganisatie is een bundeling van meerdere bedrijven uit één branche. Een brancheorganisatie moet worden onderscheiden van een ondernemersvereniging, die doorgaans bestaat uit bedrijven uit verschillende branches.
Een brancheorganisatie, vaak een stichting of een vereniging, kan verschillende doelen nastreven: de behartiging van de collectieve belangen van de aangesloten leden, de behartiging van deelbelangen van groepen leden en de behartiging van individuele belangen van leden. Daartoe verrichten zij activiteiten als lobby, cao-onderhandeling, het opzetten van innovatieprojecten, het geven van juridisch advies, het organiseren van bijeenkomsten, collectieve inkoop, etc.
Een brancheorganisatie kan aangesloten zijn bij een werkgeverskoepel, zoals MKB-Nederland, Schoonmakend Nederland of VNO-NCW.